# Juani en sociedad
Juani en sociedad fue una serie de televisión creada y producida por Protab. Se estrenó por Canal 13, estación que la transmitió entre 1967 y el 29 de diciembre de 1972 con gran éxito de sintonía.  
Juani en sociedad estaba basada en la obra de teatro La rebelde debutante, del dramaturgo británico William Douglas Home, que había sido llevada a las tablas por el Teatro de Ensayo de la Universidad Católica en 1967. 
En 1969, Silvia Piñeiro recibió el Premio Ondas a la Mejor Actriz Hispanoamericana de Televisión por su papel de Bebé Mckay.

## Argumento
Cuenta la historia de una familia de clase alta, los Moller McKay, formado por un matrimonio muy conservador, pero de buen corazón: Carlos (Emilio Gaete) y Bebé (Silvia Piñeiro), los cuales sin embargo suelen tener problemas con su hija Juani (Sonia Viveros), un tanto rebelde, que comparte su vida con su novio Felipe Ariztía (Jorge Guerra). La principal confidente de Bebé es su vecina, Cotocó Pereira (Nelly Meruane). También participaba ocasionalmente, la nueva vecina, Adriana de Hortíz (Violeta Vidaurre).

## Elenco

### Principales
- Sonia Viveros como Juani Möller McKay
- Silvia Piñeiro como Bebé McKay
- Emilio Gaete como Carlos Möller Pérez-Cotapos
- Nelly Meruane como Cotocó Pereira
- Jorge Guerra como Felipe Ariztía

### Recurrentes
- Violeta Vidaurre como Adriana de Hortiz (T1)
- Mario Montilles como Chupete Conwell.
- Luis Alarcón como Leonardo (T1)
- Bélgica Castro como Isabel (T1)
- Lila Mayo  como Apsunta (T1)
- Carlos Graves (T1)
- Alexis Quiroz (T1)
- Nélida Lobato (T1)
- Héctor Noguera (T1) como pretendiente de Juani #1
- Osvaldo Silva (T1) como pretendiente de Juani #2
- Valentina Pollarolo

## Premios
| Año  | Premio       | Categoría                                   | Candidata      | Resultado |
| ---- | ------------ | ------------------------------------------- | -------------- | --------- |
| 1969 | Premio Ondas | Mejor actriz hispanoamericana de televisión | Silvia Piñeiro | Ganadora  |